# Len Hutton (Leichtathlet)
Len Hutton (eigentlich Leonard M. Hutton; * 13. April 1908 in Montreal; † 29. September 1979 in der Provinz Québec) war ein kanadischer Weitspringer.
1930 siegte er bei den British Empire Games in Hamilton, wo er außerdem Bronze im Dreisprung gewann. Bei den Olympischen Spielen 1932 in Los Angeles blieb er ohne gültigen Versuch.
1927 und 1928 wurde er Kanadischer Meister. Seine persönliche Bestleistung von 7,31 m stellte er 1930 auf.